# Čon (jezična porodica)
Chon, jezična porodica američkih Indijanaca koja obuhvaća jezike Indijanaca Tehuelche (koji sebe zovu Chon) ili Gününa-kena i Ona nastanjenih u Argentini južno od rijeke Rio Negro. 
Ime Tehuelche kolektivni je naziv plemenima: -Inaquen ili Inaken (Tsoneka, Aonikenk, Patagón, Tehuelche), ljudi divovskog rasta poput Ona Indijanaca. Nastanjeni bijahu između Estrecho de Magallanes i río Santa Cruz. Ima ih još u provinciji Santa Cruz;  Payniquen ili Payniken (Guennaken), u provinciji Chubut;  Poya; i Tehuesh ili Teushen ili Tehues (u krajevima između rijeka Chubut i Santa Cruz). 
Grupe Ona Indijanaca, Ona-Šelk'nám i Onakojuká, kao i njihovi mogući rođaci Haux ili Haush, nastanjeni su na velikom otoku Tierra del Fuego na krajnjem jugu Argentine i Čilea. Današnjim su im predstavnici Tehuelche, kojih je sredinom 20. stoljeća bilo manje od 100.

## Jezici
Obuhvaća (2) jezika:  ona [ona] (Argentina),; tehuelche [teh] (Argentina)

## Vanjske poveznice
- Chon  Arhivirana inačica izvorne stranice od 28. studenoga 2008. (Wayback Machine)
- Ethnologue (14th)
- Ethnologue (15th)